# Daytime-Emmy-Verleihung 2022
Die Daytime-Emmy-Verleihung 2022 fand am 24. Juni 2022 statt und wurde von CBS live übertragen. Die Nominierungen wurden am 25. Mai verkündet. Die Moderation übernahmen Kevin Frazier und Nischelle Turner von Entertainment Tonight. Es war die erste Veranstaltung seit 2019, die wieder live vor Publikum stattfand. Die Veranstaltung wurde im Pasadena Convention Center in Pasadena, Kalifornien abgehalten.

## Hintergrund
Die National Academy of Television Arts and Sciences (NATAS) und die Academy of Television Arts & Sciences (ATAS) gaben im Dezember 2021 in einer gemeinsamen Erklärung bekannt, dass man auf Grund der sich durch das Streaming ändernden Sehgewohnheiten gemeinsam entscheiden müsse, welche Serien und Shows nun unter die Daytime Emmy Awards oder die Primetime Emmy Awards fallen sollen. Der Umbau soll 2022 stattfinden. Die wichtigsten Veränderungen waren:
- Sogenannte „daytime dramas“, im Deutschen meist Seifenopern mit täglicher Ausstrahlungsweise, bleiben bei den Daytime Emmys, jedoch müssen die meisten anderen Drama- und Comedy-Serien nun bei den Primetime Emmys antreten. Dies betrifft konkret The Bay, eine Siegerserie der Vorjahre, während Days of Our Lives: Beyond Salem trotz Ausstrahlung auf Peacock als Spin-Off von Zeit der Sehnsucht weiter bei den Daytime Emmys verbleibt.[2][3]
- Bei Talkshows sollen „Format- und Stilmerkmale, die das aktuelle Programm im Tages- oder Nachtprogramm widerspiegeln“ darüber entscheiden, in welche Kategorie sie fallen. So muss der häufige Sieger The Ellen DeGeneres Show zu den Primetime Emmys wechseln, da es zu sehr einer Late Night Talk Show ähnelt[3].
- Kinderprogramme werden nun alle bei den Children’s & Family Emmy Awards abgehandelt.
- Morgenshows werden nun Teil der News & Documentary Emmy Awards.

Über die Zukunft der Gameshows und Lehrprogramme soll 2023 geklärt werden.
Des Weiteren wurde die Altersgrenze für die Kategorie „Outstanding Younger Performer in a Drama Series“ von 25 auf 21 herabgesetzt.

## Programmkategorien
Die Nominierungen wurden am 4. Mai 2022 bekannt gegeben.
| Dramaserie (Outstanding Drama Series) | Entertainment-Talkshow (Outstanding Talk Show-Entertainment) |
| --- | --- |
| - General Hospital (ABC) - Days of Our Lives: Beyond Salem (Peacock) - Reich und Schön (CBS) - Zeit der Sehnsucht (NBC) - Schatten der Leidenschaft (CBS)                                             | - The Kelly Clarkson Show (Syndikation) - The Drew Barrymore Show (Syndikation) - Hot Ones (YouTube) - Live with Kelly and Ryan (Syndikation) - Today with Hoda & Jenna (NBC)                                                                    |
| Spielshow (Outstanding Game Show) | Informative Talkshow (Outstanding Talk Show-Informative) |
| - Jeopardy! (Syndikation) - Family Feud (Syndication) - Let’s Make a Deal (CBS) - The Price Is Right (CBS) - Wheel of Fortune (Syndikation)                                                           | - Turning the Tables with Robin Roberts (Disney+) - GMA3: What You Need to Know (ABC) - Peace of Mind with Taraji (Facebook Watch) - Red Table Talk (Facebook Watch) - Red Table Talk: The Estefans (Facebook Watch) - Tamron Hall (Syndikation) |
| Gerichtssendung (Outstanding Legal/Courtroom Program) | Entertainment News (Outstanding Entertainment News Program) |
| - Judy Justice (IMDbTV) - Caught in Providence (Facebook Watch) - Judge Mathis (Syndikation) - The People’s Court (Syndikation)                                                                       | - Entertainment Tonight (Syndikation) - Access Hollywood (Syndication) - Extra (Syndikation) - Inside Edition (Syndication) |
| Kochshow (Outstanding Culinary Series) | |
| - Barefoot Contessa: Cook Like a Pro (Food Network) - Counter Space (Vice TV) - Guy’s Ranch Kitchen (Food Network) - Mary McCartney Serves It Up (Discovery+) - Valerie's Home Cooking (Food Network) | |

## Schauspiel
| Hauptdarsteller in einer Dramaserie (Outstanding Lead Performance in a Drama Series) | Hauptdarsteller in einer Dramaserie (Outstanding Lead Performance in a Drama Series) |
| Hauptdarsteller | Hauptdarstellerin |
| --- | --- |
| - John McCook als Eric Forrester in Reich und Schön - Peter Bergman als Jack Abott in Schatten der Leidenschaft - Eric Martsolf als Brady Black in Zeit der Sehnsucht - James Reynolds als Abe Carver in Zeit der Sehnsucht - Jason Thompson als Billy Abbott in Schatten der Leidenschaft                       | - Mishael Morgan als Amanda Sinclair in Schatten der Leidenschaft - Marci Miller als Abigail DiMera in Zeit der Sehnsucht - Cynthia Watros als Nina Reeves in General Hospital - Laura Wright als Carly Corinthos in General Hospital - Arianne Zucker als Nicole Walker in Zeit der Sehnsucht    |
| Nebendarsteller (Outstanding Supporting Performance in a Drama Series) | |
| Nebendarsteller | Nebendarstellerin |
| - Jeff Kober als Cyrus Renault in General Hospital - Bryton James als Devon Hamilton in Schatten der Leidenschaft - Aaron D. Spears als Justin Barber in Reich und Schön - James Patrick Stuart als Valentin Cassadine in General Hospital - Jordi Vilasuso als Rey Rosales in Schatten der Leidenschaft         | - Kelly Thiebaud als Dr. Britt Westbourne in General Hospital - Kimberlin Brown als Sheila Carter in Reich und Schön - Nancy Lee Grahn als Alexis Davis in General Hospital - Stacy Haiduk als Kristen DiMera in Zeit der Sehnsucht - Melissa Ordway als Abby Newman in Schatten der Leidenschaft |
| Kinderschauspieler (Outstanding Performance by a Younger Artist in a Drama Series) | Gastschauspieler (Outstanding Guest Performer in a Drama Series) |
| - Nicholas Chavez als Spencer Cassadine in General Hospital - Lindsay Arnold als Allie Horton on Zeit der Sehnsucht - Alyvia Alyn Lind als Faith Newman in Schatten der Leidenschaft - William Lipton als Cameron Webber in General Hospital (ABC) - Sydney Mikayla als Trina Robinson in General Hospital (ABC) | - Ted King als Jack Finnegan in Reich und Schön - Robert Gossett als Marshall Ashford in General Hospital - Michael Lowry als Dr. Clay Snyder in Zeit der Sehnsucht - Naomi Matsuda als Dr. Li Finnegan in Reich und Schön - Ptosha Storey als Naya Benedict in Schatten der Leidenschaft         |

## Moderation
| Gameshow-Moderation (Outstanding Game Show Host) | Talkshow-Moderator Entertainment (Outstanding Entertainment Talk Show Host) |
| --- | --- |
| - Steve Harvey – Family Feud - Wayne Brady – Let’s Make a Deal - Leah Remini – People Puzzler - Pat Sajak – Celebrity Wheel of Fortune - Pat Sajak – Wheel of Fortune | - Kelly Clarkson – The Kelly Clarkson Show - Drew Barrymore – The Drew Barrymore Show GMA3: Strahan, Sara and Keke - Hoda Kotb und Jenna Bush Hager – Today with Hoda & jenna - Kelly Ripa und Ryan Seacrest – Live with Kelly and Ryan                 |
| Talkshow-Moderator (Outstanding Informative Talk Show Host) | Fernsehkoch (Outstanding Culinary Show Host) |
| - Tamron Hall – Tamron Hall (Syndicated) - Gloria Estefan, Emily Estefan und Lili Estefan – Red Table Talk: The Estefans (Facebook Watch) - Whoopi Goldberg, Joy Behar, Sunny Hostin, Sara Haines, Ana Navarro, Meghan McCain – The View (ABC) - Taraji P. Henson & Tracie Jade – Peace of Mind with Taraji (Facebook Watch) - Amy Robach, Dr. Jennifer Ashton & T. J. Holmes – GMA3: What You Need To Know (ABC) - Robin Roberts – Turning the Tables with Robin Roberts (Disney+) | - Frankie Celenza – Struggle Melas (Tastemade) - Lidia Bastianich – Lidia's Kitchen (PBS) - Daym Drops – Fresh, Fried & Crispy (Netflix) - Ina Garten – Barefoot Contessa: Modern Comfort Food (Food Network) - Christopher Kimball – Milk Street (PBS) |

## Produktion
| Drehbuch (Outstanding Writing Team)                                                                             | Regie für eine Dramaserie (Outstanding Drama Series Directing Team)                                                    |
| --- | --- |
| - General Hospital - Days of Our Lives: Beyond Salem (Peacock) - Schatten der Leidenschaft - Zeit der Sehnsucht | - Schatten der Leidenschaft - Days of Our Lives: Beyond Salem (Peacock) - General Hospital - Schatten der Leidenschaft |